# Aughnacliffe
Aughnacliffe (irl. Achadh na Cloiche) – wieś w Irlandii, w prowincji Leinster, w hrabstwie Longford. Według danych szacunkowych Głównego Urzędu Statystycznego Irlandii, w kwietniu 2016 roku miejscowość liczyła 177 mieszkańców.
Miejscowy kościół rzymskokatolicki jest pod wezwaniem św. Kolumbana opata z Hy i został zbudowany w 1834 roku.